# Barbara Weise
Barbara Weise (ur. 4 stycznia 1965) – niemiecka niepełnosprawna kolarka. Wicemistrzyni paraolimpijska z Pekinu w 2008 roku.

## Medale Igrzysk Paraolimpijskich

### 2008
- – Kolarstwo – trial na czas – CP 1-2